# 井上多樂
井上多樂（日語：井上トロ）又稱多樂貓，早期曾被玩家翻譯為多羅貓，特點在於其巨大與梯形的面部、矩形的身驅以及多樣化的臉部表情。是一個由索尼電腦娛樂創作的遊戲角色，於1999年7月作為由同一公司生產的微型遊戲機PocketStation中電子遊戲到哪都相陪的主角首次出現，同時也成為代表該公司的吉祥物。

## 概要
多樂貓是一隻擬人化的白貓，嚮往成為人類。性別不明，但多以男孩子的打扮出現，通常自稱トロ(TORO)。身高1m。生日是5月6日，金牛座，血型是Ａ型，每年生日在日本都會有慶祝活動。活動時會有大型多樂貓玩偶登場。
該系列作多為教導多樂貓及其他角色學習人類日常用語的遊戲，但通常各角色在遊戲內多半不完全理解話語的正確意思，隨興進行對話的情況較多。偶而角色會有自發性的對話，對話內容的趣味性獲得廣大的人氣。
其他電子寵物同伴有青蛙力奇（リッキー）、小狗皮耶爾（ピエール）、兔子小純（ジュン）、機器人R‧鈴木（R-スズキ），以及黑貓黑樂（クロ）。
愛吃鮪魚肚壽司和納豆卷還有蝦蛄。
在網路節目單元『トロ・ステーション』中，雖然是和黑樂一同主持，基本上是扮演黑樂的聽眾角色較多。跟黑樂不同，對御宅族所熱中的領域認識不多，但在黑樂的影響下，對聲優相關話題的了解確實增加了不少。
自『まいにちいっしょ』和『レッツ学校!』兩套遊戲之後，增加了喜歡COSPLAY的設定。
姓氏的井上是從該遊戲開發製作時程式除錯工程師如此稱呼牠而來。

## 來歷
多樂的足跡
多樂是一隻被遺棄的貓。睜開眼的時候已經在厚紙箱裡，父母也過世了，自力從紙箱裡跑出來的多樂漫無目的走到一間公寓的空房間，和某個人相遇了，並開始學習人類的語言(出自"こねこもいっしょ")。在過了一段幸福的日子之後，某天多樂因故發現自己不是人類，而是一隻貓，便從房間跑掉了。漫無目的在街上亂走的時候，一隻親切的黑貓帶牠到井上壽司店，與那裡的老闆爺爺相遇。老闆給肚子餓的多樂壽司吃，因為牠特別愛吃鮪魚肚(トロ)，老闆就給牠取名トロ。多樂就此在井上壽司店住下。
有一天，老闆被救護車送進醫院。多樂聽從老闆的話，在老闆出院以前，就在附近的空地生活。空地住著一大群的黑貓(出自"トロといっぱい")。多樂後來又離開這片空地出外旅行，原因尚不清楚。
旅途中碰到各式各樣的人，每次都受到幫助的多樂，重新許下"自己有一天也要成為這樣的人類"的願望。
多樂的足跡2
在系列作中，多樂都以"知道了一個傳說可以變成人類的方法"或"井上壽司的老闆又病倒了"等種種理由再度出外流浪旅行，但在【トロと流れ星】一作中，卻是一直與主角同住。
PS3免費遊戲【まいにちいっしょ】的情報單元『トロ・ステーション』的某一集內容中曾發生過一段插曲，在『魔界戦記ディスガイア2』裡登場的アデル的爸爸媽媽對多樂說"我們來作多樂的爸爸媽媽"，當時多樂曾喜極而泣地說"多樂第一次有了爸爸媽媽喵~"。
多樂貓曾在PS2遊戲《捉猴啦 百萬猴軍勁爆大出擊》及PS2遊戲《全民高爾夫》中以特別角色的身分登場。
まいにちいっしょ 之後
『まいにちいっしょ』當中多樂所住的公寓被拆除了，多樂被迫搬家。黑樂帶著多樂搬到空地去住，在空地上和黑樂還有電視980円一起繼續『週刊トロ・ステーション』這個單元，而玩家就變成一棟老洋房的房東，玩家可以選擇讓多樂搬到洋房去生活。

## 作品發展
多樂角色設計特別受女性玩家喜愛，在遊戲軟體以外的個性商品和電視節目的固定演出上也有不錯的發展。此外擔任過"可爾必思水語"的電視廣告代言人。隨後也繼續被做成季節限定的商品附贈玩具。
"トロと休日"的遊戲舞台是日本三浦半島，所以2001年曾使用京濱急行電鐵的電車作為活動列車行駛。
2001年富士電視台生活情報節目《鬧鐘電視》開闢了一個單元「トロと旅する」(和多樂去旅行)，2004年開始是早上的運勢預測單元「トロ占い」(多樂占卜)(2007年結束)，主持群中的大塚範一感覺上並不知道多樂是哪個遊戲的角色。
2003年完全限定生產的實物大(高1公尺)多樂貓玩偶發售，引起話題。
2007年6月海洋堂的可動式模型玩具「リボルテック」多樂貓發售，得到不少平時不買模型玩具的女性支持，同時發售的黑樂模型也銷售一空，網路拍賣上則是持續標出高價，更出現初期就有人在海洋堂網站上提出再發售要求的異常現象。
2007年9月和12月，海洋堂再度發售多樂和黑樂的模型，但黑樂的貨量少，還是立即售罄(2008年4月以後再發售的臉部組件有改變，初回版的事實上已絕版)。
電玩中心專用的景品部份也有很高的人氣，發行過各式玩偶和小商品，通常是與黑樂一起搭檔的組合。2009年起宣佈將發售專供景品使用的可動式模型系列，特徵是比一般尺寸(高11.5公分)更大(高15公分)：5月發行穿著祭典外衣的夏日祭典版本，9月發售扮裝的萬聖節版本。
2010年發售穿著日本足球代表隊制服、以及穿著初音未來服裝的版本。

## 外部連結
- 官方網站上的介紹(日語)（页面存档备份，存于）
- 井上トロ的國際Facebook群組（页面存档备份，存于）
- 井上トロ的商店購物網（页面存档备份，存于）
- 井上トロ的寫真日記(台灣)
- トロのマネージャー Twitter（页面存档备份，存于）